# Misterbianco
Misterbianco es una localidad italiana de la ciudad metropolitana de Catania, región de Sicilia, con 50.125 habitantes.

Ubicación de la ciudad de Misterbianco dentro de la provincia de Catania.

## Evolución Demográfica
| Gráfica de evolución demográfica de Misterbianco entre 1861 y 2001 |
|                                                                    |
| Fuente ISTAT - elaboración gráfica de Wikipedia                    |